# フランソワ・ンゲゼ
フランソワ・ンゲゼ（François Ngeze）は、ブルンジの政治家。1993年10月21日から10月27日まで、ブルンジの政権を握った。
ンゲゼはツチ人政党民族進歩連合（UPRONA）の少数派であるフツ人であり、ピエール・ブヨヤ政権においては内務大臣を務めていたが、1993年1月に民主選挙によってメルシオル・ンダダイエ率いるフツ人政党ブルンジ民主戦線 (FRODEBU)に敗れ下野していた。フツ人の政権に不満を抱いていたツチ中心の軍は、1993年10月21日にクーデターを起こしてンダダイエと6人の閣僚を殺害し、ンゲゼを担ぎ出して救国委員会を設立。ンゲゼは臨時大統領に就任した。しかしこのクーデターは、フツのみならずツチからも広範な批判を受け、10月27日に救国委員会は溶解し、ンダダイエ政権の首相だったシルヴィ・キニギが臨時政権を樹立して民主政治への復帰を果たした。